# Sent Desèri
Sent Desèri (en francès Saint-Dézéry) és un municipi francès situat al departament del Gard i a la regió d'Occitània.